# 普雷里鎮區 (密蘇里州蘭道夫縣)
普雷里鎮區（英語：Prairie Township）是位於美國密蘇里州蘭道夫縣的一個行政鎮區。

## 地方資料
普雷里鎮區的面積為232.10平方千米，當中陸地面積為231.88平方千米，而水域面積為0.22平方千米。根據2020年美國人口普查的數據，當地共有人口4126人，而人口密度為每平方千米17.78人。